# Kenji Moriyama
Kenji Moriyama (守山 健二 Moriyama Kenji?), född 21 juni 1991 i Kanagawa prefektur, är en japansk fotbollsspelare.
Moriyama började sin karriär 2014 i YSCC Yokohama. Han spelade 24 ligamatcher för klubben. 2017 flyttade han till Nara Club.